# 山岡ゆり
山岡 ゆり（やまおか ゆり、7月7日 - ）は、日本の女性声優。埼玉県出身。ホーリーピーク所属。

## 経歴
子供の頃は極度の人見知りだったため、人の輪に入っておらず、誰か声をかけるまで1人でいることが多かったという。母がCMのオーディションに応募していたこともあったが、結局は面接試験で審査員を前にして会話、演技がままならず落選したという。
2～3歳からピアノを習っており、中学、高校と6年間吹奏楽部でトランペットに打ち込む。元々はフルートがしたかったが、吹奏楽部に入部し、楽器を決める時にトランペットパートの綺麗な先輩が「ゆりちゃん、トランペットやろ!」と言ってくれたため、トランペットをすることになったという。高校（埼玉栄中学校・高等学校）では吹奏楽コンクールの全国大会で金賞を獲得する。「魔法を使いたい！空を飛びたい！」と思ったこと、本来は音楽大学に行こうかなと思っていたが、やりきった感があり、「何か違うことをしたいな」と考えていた時に、友人に声を褒められ、「少しでも声に特徴がある」という事に気づいたのもあって声優を目指した。卒業後、アミューズメントメディア総合学院に入学。その後、ホーリーピーク ボイスアクターズスクールへ第2期生として入所し、卒業後ホーリーピークの所属となる。
テレビアニメ『うみねこのなく頃に』のベルゼブブ役でデビュー。
2018年7月7日、自身のTwitterで一般人男性と入籍したことを発表した。

## 人物
『響け!ユーフォニアム』では吉川優子役を演じ、優子は先輩の中世古香織が好きという設定だが、山岡も香織役を演じている茅原実里も好きだという。偶然にも優子の吹いているトランペットが、山岡が持っているのと同じ銀色であったという。
特技としてピアノ、トランペット、水泳をそれぞれ挙げている
趣味として一眼レフカメラ、ポストカード集めをそれぞれ挙げている。
『げんしけん 二代目』、『境界の彼方』で共演していた種田梨沙とは仲が良い。『げんしけん 二代目』で共演していた時に、「次は『境界の彼方』で一緒なんです」と挨拶をしてWebラジオ『境界の彼方 ふゆかいラジオ』まで一緒だったため、仲良くなったという。
種田とは2015年時点では黒髪ロングで分け目が違うだけのため、「似てる」と言われることはあった。持ち物も似ており、京都府で同じ星柄の服を着てたり、浅草に遊びに行っていた時に偶然色違いの靴を履いてたりしていた。趣味が似てる感じはしておらず、山岡と山岡の母の間では「前世双子」説が濃厚だという。

## 出演
太字はメインキャラクター。

### テレビアニメ
2009年
- うみねこのなく頃に（ベルゼブブ）
- 夢色パティシエール（2009年 - 2010年、ショコラ、神田さゆり） - 2シリーズ

2010年
- ぬらりひょんの孫（使いネズミ）
- FAIRY TAIL（村の少女）

2012年
- ガールズ&パンツァー（宇津木優季、篠川香音）
- 爆TECH!爆丸（2012年 - 2013年、タツマ） - 2シリーズ

2013年
- 境界の彼方（新堂愛）
- げんしけん 二代目（今野）
- たまこまーけっと（チョイ・モチマッヅィ）
- ファンタジスタドール（鵜野みこ、リーリン スーパー1）

2014年
- アカメが斬る!（少女）
- SHIROBAKO（2014年 - 2015年、矢野エリカ、永井つかさ、タチアナ、アイドル女子高生、生徒）
- 中二病でも恋がしたい!戀（チェント）
- トライブクルクル（2014年 - 2015年、音咲カノン、マスターT〈少年時代〉）
- レゴ フレンズ 〜ともだちキラキラ!ものがたり〜（エラ）

2015年
- アイカツ!（梅田ありさ）
- VENUS PROJECT -CLIMAX-（古畑千亜）
- 響け!ユーフォニアム（2015年 - 2024年、吉川優子） - 3シリーズ
- ブレイブビーツ（鐘山・チャーリー・翼）

2016年
- あまんちゅ!（女子B）
- ヘボット!（2016年 - 2017年、スカイラビット、ペケット、メイドボット）
- Lostorage incited WIXOSS（2016年 - 2018年、あーや） - 2シリーズ
- 私がモテてどうすんだ（女子、キャプテン、アナウンス、運動部女子、店員、生徒）

2017年
- ノラと皇女と野良猫ハート（高田ノブチナ）

2018年
- アイカツフレンズ!（2018年 - 2019年、伊勢涼香）

2019年
- 八月のシンデレラナイン（近藤咲）
- アズールレーン（2019年 - 2020年、アドミラル・ヒッパー）

2020年
- 俺の指で乱れろ。〜閉店後二人きりのサロンで…〜（星谷ふみ、ふみ〈少女〉） - 通常版
- 最響カミズモード!（2020年 - 2021年、園崎ススム）

2021年
- 半妖の夜叉姫（2021年 - 2022年、愛矢姫） - 2シリーズ
- ぐんまちゃん（2021年 - 2023年、ヤヨイヒメ、ハニワC、アリンコージョ、宇宙ヤヨイヒメ、うどん屋店員、ダルマC、読み手ハニワ） - 2シリーズ

2022年
- マブラヴ オルタネイティヴ（伊隅まりか）

2023年
- アリス・ギア・アイギス Expansion（岡村実果）

2025年
- 9-nine- Ruler’s Crown（香坂春風）
- 人妻の唇は缶チューハイの味がして（久慈希美） - オンエア版

### 劇場アニメ
2010年代
- 南の島のデラちゃん（2014年、チョイ・モチマッヅィ）
- ガールズ&パンツァー 劇場版（2015年、宇津木優季）
- 劇場版 境界の彼方 -I'LL BE HERE-（2015年、新堂愛）
- 劇場版 響け！ユーフォニアムシリーズ（2016年 - 2023年、吉川優子） - 5作品
- 映画 中二病でも恋がしたい! -Take On Me-（2018年、チェント）

2020年代
- 劇場版 SHIROBAKO（2020年、矢野エリカ、タチアナ）

### OVA
- くっつきぼし（2010年、少女）
- 夢色パティシエール 胸キュン♥トロピカルアイランド!（2010年、ショコラ） - 夏ドキッ★りぼんっ子パーティー55上映作品
- さんかれあ（2012年、謎の少女）
- ガールズ&パンツァー（2014年 - 2023年、宇津木優季[43]） - 2シリーズ[一覧 8]
- 響け！ユーフォニアム「かけだすモナカ」（2015年、吉川優子） - 第1期Blu-ray第7巻収録番外編
- Hi☆sCoool! セハガール コンプリートDVD 〜7人揃ってHiな気分でVサイン！ 1bitオマケつき！〜（2016年、メガドライブ2）

### Webアニメ
- 爆TECH!爆丸ガチ 特別編（2014年、タツマ）
- 迷いながらも君を裁く民（2014年、新堂愛）
- 超游世界（2017年、ガイア）
- ファイトリーグ ギア・ガジェット・ジェネレーターズ（2019年、零刻なウォッチャー リューズ[45]）

### ゲーム
2009年
- タクティクスレイヤー 〜リティナガード戦記〜

2010年
- うみねこのなく頃に 〜魔女と推理の輪舞曲〜（ベルゼブブ）
- デュラララ!! 3way standoff
- 夢色パティシエール マイスイーツ☆クッキング（ショコラ）

2011年
- うみねこのなく頃に散 〜真実と幻想の夜想曲〜（ベルゼブブ）

2014年
- アルカナハート3 LOVE MAX SIX STARS!!!!!!（天之原みのり）
- ガールズ&パンツァー 戦車道、極めます!（宇津木優季）
- 海賊ファンタジア（エド）
- 新・世界樹の迷宮2 ファフニールの騎士（シトト交易所の娘）
- 戦場のウエディング
- Tokyo 7th シスターズ（2014年 - 2019年、星柿マノン）

2015年
- クイズRPG 魔法使いと黒猫のウィズ（エミリア・トドロキ）
- 幻獣契約クリプトラクト（2015年 - 2023年、レイジー、ササラ、ポニー、シセリス）
- 車なごコレクション（デミオ）
- 白猫プロジェクト（ラヴィ・ピンク）
- 神撃のバハムート（エリオ）
- 絶対迎撃ウォーズ（チサ）
- 東京ファントム（榊有栖）
- 刻のイシュタリア（聖池の蓮華ネフェル、魔導の聖王妃イシス、情愛の使者バウキス）
- 猫耳さばいばー!（ネネ、ムース、キッス）
- ヴァリアントナイツ（マリー＝エロー）
- ビーナスイレブンびびっど!（色見あさぎ、真堂ひとみ）
- 妖怪百姫たん!（サトリ）
- レイギガント（三輪千春）
- 征戦!エクスカリバー（金煌姫ビアンカ、聖女ジャンヌ・ダルク）

2016年
- 白猫テニス（タオ・レンチー）
- 真空管ドールズ（アイラ）
- チェインクロニクルV〜絆の新大陸〜（“生意気盛り”メガドライブ2）
- デモンゲイズ2（ペガサス）
- 灰鷹のサイケデリカ（ティ）
- 不思議の幻想郷TOD-RELOADED-（クラウンピース）

2017年
- アズールレーン（2017年 - 2020年、フォックスハウンド、アキリーズ、アドミラル・ヒッパー） - 2作品
- ゼノブレイド2（カムイ）
- SEVENTH DARK（咎負いの錬金術師モニカ）
- ノラと皇女と野良猫ハート（高田ノブチナ）
- 八月のシンデレラナイン（近藤咲）
- ぷよぷよ!!クエスト（2017年 - 2018年、リン、コラリア）
- プリンセス・プリンシパル GAME OF MISSON（エリザベス・カサンドラ・オースティン）
- クラッシュ・オブ・パンツァー（フェリシー・ルクレール）
- ファイトリーグ（零刻なウォッチャー リューズ）

2018年
- かんぱに☆ガールズ（チセリ・ナス）
- ガールズ&パンツァー ドリームタンクマッチ（宇津木優季）
- メタルマックス ゼノ（イティカ）
- アリス・ギア・アイギス（2018年 - 2024年、仁紀藤奏）

2019年
- ノラと皇女と野良猫ハート2（高田ノブチナ）
- メギド72（2019年 - 2023年、ダゴン）
- 不思議の幻想郷 -ロータスラビリンス-（クラウンピース 他）

2020年
- World of Warships:Legends（アドミラル・ヒッパー）
- ART CODE SUMMONER（ウジェーヌ・ドラクロワ）
- エグゾスヒーローズ（マギ）
- ワールドフリッパー（リッタ）

2021年
- うみねこのなく頃に咲 〜猫箱と夢想の交響曲〜（ベルゼブブ）
- アークナイツ（コンビクション）
- 9-nine-（香坂春風）
- 東方ダンマクカグラ（レミリア・スカーレット）
- 東方LostWord

2022年
- グランブルーファンタジー（2022年 - 2024年、マナマル）
- さくらいろプリズム（須磨初音）
- ドルフィンウェーブ（ヘリー・ルイス）

2024年
- 無期迷途（煙煙）
- さくらいろテトラプリズム（須磨初音）
- マブラヴ：ディメンションズ（伊隅まりか）

### パチンコ・パチスロ
- CR緋弾のアリアAA（2018年、遠山かなめ）
- P緋弾のアリアIII（2019年、遠山かなめ）

### ドラマCD
2015年
- セガ・ハード・ガールズ ドラマCD「アイドルオーディション」（メガドライブ2）
- 桃色メロイック（高瀬愛梨）

2016年
- 賢者の弟子を名乗る賢者（ソロモン）
- 女子小学生はじめましたP!（成瀬リコッタ） - コミックス第5巻ドラマCD付き初回限定版

2021年
- 「響け！ユーフォニアム」5th Anniversary Disc 〜きらめきパッセージ〜（2021年、吉川優子）

### ASMR
- しあわせおうちでーと・香坂春風 〜婚前旅行は健全……です?〜（2021年、香坂春風）
- 指揮官を癒やし隊!・アドミラル・ヒッパーとの温泉リョジョウ（2022年、アドミラル・ヒッパー）

### 吹き替え
- 霊幻道士Q_大蛇道士の出現!（ティエン）

### CM
- アニメイト（ナレーション）

### ラジオ
※はインターネット配信。
- 山岡ゆりの ほっぷ!すてっぷ!ちからこぶ〜!（2009年 - 2010年、あるとら[リンク切れ]※）
- 境界の彼方 ふゆかいラジオ（2013年 - 2014年、音泉※[98]）
- 山岡ゆりの本気!アニラブ（2014年、超!A&G+※）
- セハガールのハードなSEGA情報RADIO「セハラジ」（2014年、超!A&G+※、11月ゲストパーソナリティー）
- ガールズ&パンツァーRADIO ウサギさんチーム、訓練中！（2015年 - 2016年、音泉※・ランティスウェブラジオ※・アニメイトTV※・茨城放送[99][100]）
- ガールズ&パンツァーRADIO ウサギさんチーム、まだまだ訓練中！（2017年 - 2018年、音泉※）[101]
- ノラと皇女と野良猫ラジオ（2017年 - 2018年〈休止〉、HiBiKi Radio Station※）[102]

### ナレーション
- アニメマシテ（テレビ東京：2015年12月）[103]

### その他コンテンツ
- アスタロッテのおもちゃ! オーディオドラマ（子猫）
- アニカンJP内コラム連載『山岡ゆりの おかゆとよんでっ！』[104]
- CHIKA☆CHIKA IDOL（弥太郎[105]）
- メロンブックス店内放送 オススメソフトセレクション（2016年 - [106][107]）
- 茅原実里 座長公演 朗読劇 minori's theatre CRAZY MANSION!!（小山岡小百合、2018年3月10日 - 4月1日[108]）

## ディスコグラフィ

### キャラクターソング
| 発売日         | 商品名                                                              | 歌 | 楽曲                                        | 備考                                                  |
| -------------- | ------------------------------------------------------------------- | --- | ------------------------------------------- | ----------------------------------------------------- |
| 2009年12月23日 | うみねこのなく頃にフェア特典スペシャルレインボーCD                  | 煉獄の七姉妹 | 「七色の虹かけよう♪〜使役率アップ大作戦〜」 | テレビアニメ『うみねこのなく頃に』関連曲              |
| 2013年2月20日  | たまこまーけっと キャラクターソングアルバム twinkle ride CD         | チョイ・モチマッヅィ（山岡ゆり） | 「太陽とドラム」                            | テレビアニメ『たまこまーけっと』関連曲                |
| 2013年2月20日  | たまこまーけっと キャラクターソングアルバム twinkle ride CD         | 北白川たまこ（洲崎綾）、常盤みどり（金子有希）、牧野かんな（長妻樹里）、北白川あんこ（日高里菜）、朝霧史織（山下百合恵）、チョイ・モチマッヅィ（山岡ゆり） | 「きっとね、ずっとね、よろしくね。」        | テレビアニメ『たまこまーけっと』関連曲                |
| 2013年11月20日 | ファンタジスタドール Character Song !! vol.4                        | カティア（徳井青空）、鵜野みこ（山岡ゆり） | 「強い絆」                                  | テレビアニメ『ファンタジスタドール』関連曲            |
| 2013年11月20日 | ファンタジスタドール Character Song !! vol.4                        | 鵜野みこ（山岡ゆり） | 「うさぎ少女の日常」                        | テレビアニメ『ファンタジスタドール』関連曲            |
| 2014年1月8日   | 境界の彼方 オリジナルサウンドトラック                               | 妖夢討伐隊 | 「約束の絆」                                | テレビアニメ『境界の彼方』挿入歌                      |
| 2014年1月8日   | 境界の彼方 オリジナルサウンドトラック                               | 新堂愛と陪審員ダンサーズ | 「Judgmentじゃ!」                           | Webアニメ『迷いながらも君を裁く民』挿入歌             |
| 2014年1月8日   | 境界の彼方 オリジナルサウンドトラック                               | 新堂愛（山岡ゆり） | 「ポピーの帰り道」                          | Webアニメ『迷いながらも君を裁く民』エンディングテーマ |
| 2015年3月18日  | Everybody Loves Somebody〜うさぎ山から愛をこめて                    | チョイ・モチマッヅィ（山岡ゆり）&デラ・モチマッヅィ（山崎たくみ） | 「太陽とドラムと喋る鳥」                    | テレビアニメ『たまこまーけっと』関連曲                |
| 2016年7月6日   | ついて来い！メガドライバー/レッツゴー！ぴっちゃん〜あぁ青春の日々〜 | メガドライブ（井澤詩織）、メガドライブ2（山岡ゆり） | 「ついて来い！メガドライバー」              | 『セガ・ハード・ガールズ』関連曲                      |
| 2019年12月9日  | P緋弾のアリアIII オリジナルサウンドトラック                         | 遠山かなめ（山岡ゆり） | 「カナメイズム」                            | 藤商事『P緋弾のアリアIII』関連曲                      |
| 2020年2月12日  | Fall in Love                                                        | SEASON OF LOVE | 「Fall in Love」                            | ゲーム『Tokyo 7th シスターズ』関連曲                  |
| 2020年2月12日  | Fall in Love                                                        | コドモ連合 | 「コドーモ・デ・ヒーロ」                    | ゲーム『Tokyo 7th シスターズ』関連曲                  |
| 2020年12月31日 | アズールレーンキャラクターソング Vol.03 A&B セット                  | ガスコーニュ（小松未可子）、赤城（中原麻衣）、アドミラル・ヒッパー（山岡ゆり）、クリーブランド（堀籠沙耶）、シェフィールド（小原好美） | 「Coeur」 「―Coeur― Remix」                 | ゲーム『アズールレーン』関連曲                        |
| 2021年1月8日   | 劇場版 SHIROBAKO BD特典CD                                           | 宮森あおい（木村珠莉）、ミムジー&ロロ（木村珠莉）、チャッキー（宮田幸季）、ありあ（金元寿子）、ルーシー（千菅春香）、タチアナ（山岡ゆり）、クリス（米澤円）、エリーゼ（木村珠莉）、ノア（沼倉愛美）、キャサリン（伊藤静）、あかね（中原麻衣）、あや（伊藤静）、あるぴん（茅野愛衣） | 「アニメーションをつくりましょう」          | 劇場アニメ『劇場版 SHIROBAKO』挿入歌                  |
| 2021年4月25日  | 灼けつくエール 後攻                                                 | おいしいものクラブ | 「おかわり☆タイムリー！」                   | ゲーム『八月のシンデレラナイン』関連曲                |
| 2021年11月24日 | メギド72 -MUSIC COLLECTION-                                         | フルフル（本多真梨子）、ダゴン（山岡ゆり） | 「「おいしい」のレシピ」                    | ゲーム『メギド72』関連曲                              |
| 2022年6月28日  | 陽だまりの世界地図                                                  | SEASON OF LOVE | 「陽だまりの世界地図」                      | ゲーム『Tokyo 7th シスターズ』関連曲                  |
| 2024年11月20日 | TVアニメ『響け！ユーフォニアム３』キャラクターソングシングル Vol.3  | 中川夏紀（藤村鼓乃美）、吉川優子（山岡ゆり） | 「マイ・オンリー・ブルー」                  | テレビアニメ『響け!ユーフォニアム3』関連曲            |

### シリーズ一覧
1. ↑  第1期（2009年 - 2010年）、第2期『SPプロフェッショナル』（2010年）
2. ↑  『爆TECH!爆丸』（2012年 - 2013年）、『爆TECH!爆丸 ガチ』（2013年）
3. ↑  第1期（2015年）、第2期『2』（2016年）、第3期『3』（2024年）
4. ↑  第1期（2016年）、第2期『Lostorage conflated WIXOSS』（2018年）
5. ↑  壱の章（2021年）、弐の章（2021年 - 2022年）
6. ↑  シーズン1（2021年）、シーズン2（2023年）
7. ↑  『北宇治高校吹奏楽部へようこそ』（2016年）、『届けたいメロディ』（2017年）、『リズと青い鳥』（2018年）、『誓いのフィナーレ』[39]（2019年）、『アンサンブルコンテスト』[40]（2023年）
8. ↑  『これが本当のアンツィオ戦です！』（2014年）、『最終章』（2017年 - 2023年）[44]
9. ↑  『アズールレーン』（2017年 - 2020年）、『アズールレーン クロスウェーブ』（2019年）[65]

### ユニットメンバー
1. ↑  ルシファー（斉藤佑圭）、レヴィアタン（米澤円）、サタン（日笠陽子）、ベルフェゴール（吉田聖子）、マモン（新名彩乃）、ベルゼブブ（山岡ゆり）、アスモデウス（豊崎愛生）
2. ↑  栗山未来（種田梨沙）、名瀬美月（茅原実里）、新堂愛（山岡ゆり）
3. ↑  新堂愛（山岡ゆり）、栗山未来（種田梨沙）、名瀬美月（茅原実里）、伊波桜（豊田萌絵）
4. 1 2 3  有栖シラユキ（北奈つき）、星柿マノン（山岡ゆり）、ターシャ・ロマノフスキー（高岸美里亜）、晴海シンジュ（桑原由気）
5. ↑  近藤咲（山岡ゆり）、永井加奈子（永野愛理）、新田美奈子（渡部優衣）